# Elytrotetrantus alluaudi
Elytrotetrantus alluaudi là một loài bọ cánh cứng trong họ Cerylonidae. Loài này được Jeannel miêu tả khoa học năm 1948.